# Brengova
Brengova je naselje v Občini Cerkvenjak.

## Lega
Naselje leži v dolini isto imenovanega potoka in na pobočjih cerkvenjaškega in čagonskega hriba, na nadmorski višini od 230 do 320 m. Na jugozahodu prehaja iz pesniške doline, kjer meji na naselje Sp. Verjane in na Občino Sv. Trojica ter na severu na naselje Osek. Na desni strani meji na naselje Vanetina ter na levi na naselja Cenkova, Cerkvenjak, Stanetinci in Čagona. Brengova se deli na zgornjo in spodnjo. Obstaja še nekaj domačih imen kot so npr. Japek, Brütov, Glažüte ter zaselek Turnuž, kjer naj bi po legendi stala cerkev Sv. Uršule, ki naj bi potresu izginila brez sledu. Skozi spodnjo Brengovo vodi regionalna cesta, ki Maribor povezuje z Ljutomerom.

## Zgodovina
Na območju Brengove se nahajata dve gomilni grobišči iz antične dobe. Skupek grobišč v Anželovem gozdu je občina preuredila v arheološki park. Po teh najdiščih lahko sklepamo, da je bilo območje že zelo zgodaj poseljeno. Prvi pisni podatki o kraju (tedaj imenovanem Vrangoj) sežejo v leto 1265. Pozneje so se imena naselja večkrat spreminjala (Vrangov, Wranga, Brengau). V Brengovi sta bia rojena Franc Toplak, zdravnik, ginekolog in javni delavec, ter Bernard Rajh, jezikoslovec in knjižničar.
V začetku 21. stoletja se je videz naselja precej spremenil. Skozi dolino Brengove je bila speljana Avtocesta A5, zaradi katere so bile potrebne večje spremembe, kot denimo premik struge Brengovskega potoka, gradnja mostov za lokalne ceste, premik Zorkove kapele in premik Palučovega križa.

## Galerija
- Brengova
- Rimski gomilni grob